# Ščuka (priimek)
Ščuka je priimek več znanih Slovencev:
- Anton Zorko Ščuka (1912—po? 1945), agronom, član organizacije TIGR
- Cvetko Ščuka (1895—1987), slikar, lutkar, režiser, scenograf
- Franc Ščuka (1892—1957), šolnik in pesnik
- Lana Ščuka (*1996), odbojkarica
- Leon Ščuka (*1965), veterinar
- Ljubica Ščuka Savernik, slikarka
- Luka Ščuka (*2002), košarkar
- Marija Ščuka, por. Kerže (1940—2011), farmakologinja, univerzitetna učiteljica, public.
- Rogerij Ščuka (1941—2013), veterinar
- Slavko (Venčeslav) Ščuka (1897—1991), farmacevt, humanitarec
- Stojan Ščuka, direktor Parka Škocjanske jame
- Tine Ščuka, gorski reševalec
- Tomaž Ščuka, učitelj gozdarstva, vodja gozdne posesti v Postojni
- Viljem Ščuka (*1938), zdravnik, specialist šolske medicine
- Zorko Ščuka (*1927), zdravnik ginekolog